# Muʿammar Gheddafi
Mu'ammar Muhammad Abu Minyar 'Abd al-Salam al-Qadhdhafi, semplificato come Mu'ammar Gheddafi (in arabo معمر محمد أبو منيار عبدالسلام القذافي‎?, Muʿammar Muḥammad ʾAbū Minyār ʿAbd al-Salām al-Qadhdhāfī, ; Qasr Abu Hadi, 7 giugno 1942 – Sirte, 20 ottobre 2011), è stato un rivoluzionario, politico e militare libico.
Fu la guida ideologica del colpo di Stato militare che il 1º settembre 1969 portò alla caduta della monarchia accusata di essere corrotta ed eccessivamente filo-occidentale del re Idris I di Libia e del suo successore Hasan. Senza ricoprire stabilmente alcuna carica ufficiale, ma fregiandosi soltanto del titolo onorifico di Guida e Comandante della Rivoluzione della Gran Giamahiria Araba Libica Popolare Socialista, Gheddafi fu, per i successivi quarantadue anni, la massima autorità della Libia. All'inizio instaurò una dittatura militare; in seguito, dopo un iniziale avvicinamento al socialismo arabo di Gamal Abd el-Nasser, proclamò la "repubblica delle masse", basata su una nuova ideologia, da lui stesso teorizzata nel Libro Verde e nota come Terza Via Universale, che al tempo stesso rifiutava capitalismo e lotta di classe a favore di un socialismo di ispirazione nazionale. Ciò nonostante, continuò per tutta la durata del suo regime a mantenere una politica opportunista e a correggere e cambiare la sua posizione ideologica a seconda del mutare degli equilibri internazionali.
Tra il febbraio e l'ottobre del 2011 ebbe luogo la prima guerra civile in Libia che vide opposte le forze lealiste di Mu'ammar Gheddafi e quelle dei rivoltosi, riunite nel Consiglio nazionale di transizione. Il paese, dopo aver vissuto una prima fase di insurrezione popolare sull'onda della cosiddetta primavera araba conobbe in poche settimane lo sbocco della rivolta in conflitto civile. Gheddafi fu alla fine catturato ed ucciso dai ribelli del CNT, segnando con la sua morte, almeno formalmente, la fine della guerra civile.

## Biografia

### Origini e infanzia
Nacque il 7 giugno del 1942 in una tenda presso Qasr Abu Hadi, un villaggio della Tripolitania situato a circa 20 km da Sirte, all'epoca facente parte della provincia italiana di Misurata, da una modesta famiglia islamica appartenente alla tribù berbera arabizzata Qadhadhfa, di cui, però, si hanno ben poche notizie. All'età di sei anni, Gheddafi rimane coinvolto in un incidente durante il quale perde due suoi cugini e resta ferito a un braccio, a causa dell'esplosione di una mina risalente al periodo bellico. Tra il 1956 e il 1961 frequenta la scuola coranica di Sirte, dove entra in contatto con le idee panarabe del presidente egiziano Gamal Abd al-Nasser, alle quali aderisce con entusiasmo. Nel 1961 decide di iscriversi all'Accademia Militare di Bengasi, mentre tre anni dopo frequenta il corso di stato maggiore alla Scuola di guerra dell'esercito a Civitavecchia, nonché la scuola di artiglieria contraerea a Bracciano. Una volta concluso il corso nel 1966 e, dopo aver svolto un breve periodo di specializzazione in Gran Bretagna, comincia la propria carriera nelle file dell'esercito libico, ricevendo la nomina al grado di capitano all'età di 27 anni.

### I matrimoni
La prima moglie di Gheddafi, Fātiḥa, è un'insegnante, sposata nel 1969. Cronache del tempo raccontano come i due non si fossero mai incontrati prima della data dello sposalizio. Dalla loro unione nasce un solo figlio e, dopo sei mesi di matrimonio, Gheddafi decide di separarsi per sposare la seconda moglie Ṣāfiya Farkash, che, nata a Beida in Cirenaica da madre libica e da padre ungherese (Farkas in ungherese vuol dire "lupo" ed è un cognome assai diffuso), aveva studiato per diventare infermiera; i due si erano conosciuti nel 1971 in Bosnia a Mostar, città di origine della donna dove la famiglia si era trasferita ai tempi in cui il nonno di lei era direttore scolastico, dove Gheddafi si era recato per farsi curare l'appendicite.

### La rivoluzione del 1969
Insoddisfatto del governo guidato dal re Idris I, giudicato da Gheddafi e da altri ufficiali troppo servile nei confronti di Stati Uniti e Francia, il 26 agosto 1969 si pone alla guida del colpo di Stato organizzato contro il sovrano, che porta, il 1º settembre dello stesso anno, alla proclamazione della Repubblica guidata da un Consiglio del Comando della Rivoluzione composto da 12 militari di tendenze panarabe filo-nasseriane. 
Una volta al potere, Gheddafi, nel frattempo autonominatosi colonnello, fa approvare dal Consiglio una nuova costituzione e abolisce le elezioni e tutti i partiti politici. La Libia di quel periodo non si può infatti considerare una democrazia, non essendovi concesse molte libertà politiche (tra cui, per esempio, il multipartitismo).

### Il primo ventennio al potere (1969-1989)
Tra le primissime iniziative del regime di Gheddafi, c'è l'adozione di misure sempre più restrittive nei confronti della popolazione italiana che era rimasta a vivere in quella che era stata la ex-colonia, limitazioni che culminano con il decreto di confisca del 21 luglio 1970 emanato per "restituire al popolo libico le ricchezze dei suoi figli e dei suoi avi usurpate dagli oppressori". Gli italiani vengono pertanto privati di ogni loro bene, compresi i contributi assistenziali versati all'INPS e da questo trasferiti, in base ad un accordo, all'istituto libico corrispondente, e sono sottoposti a progressive restrizioni che culminano con la costrizione a lasciare il Paese entro il 15 ottobre del 1970.
Dal 1970, ogni 7 ottobre in Libia si celebrava il “Giorno della vendetta”, in ricordo del sequestro di tutti i beni e dell'espulsione di 20 000 italiani.

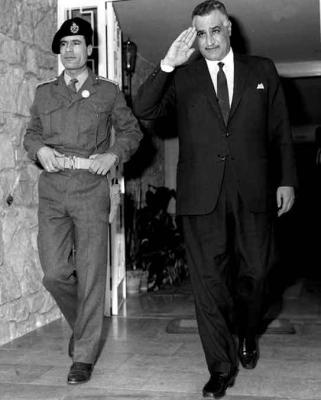
Il ventisettenne Gheddafi incontra nel 1969 il cinquantunenne Raʾīs egiziano Gamal Abd al-Nasser, suo iniziale modello ideologico, di cui cercherà di ereditare il ruolo di guida del mondo arabo

La politica della prima parte del governo Gheddafi viene definita dai suoi sostenitori una "terza via" rispetto al comunismo e al capitalismo, nella quale cerca di coniugare i principi del panarabismo con quelli della socialdemocrazia. Gheddafi decide di esporre le proprie visioni politiche e filosofiche nel suo Libro verde (esplicito ammiccamento al Libretto rosso di Mao Tse-tung), che pubblica nel 1976. In nome del Nazionalismo arabo, decide di nazionalizzare la maggior parte delle proprietà petrolifere straniere, di chiudere le basi militari statunitensi e britanniche, in special modo la base "Wheelus", ridenominata "ʿOqba bin Nāfiʿ" (dal nome del primo conquistatore arabo-musulmano delle regioni nordafricane) e di espropriare tutti i beni delle comunità italiana ed ebraica, espellendole dal paese.
In politica estera, il regime libico diventa finanziatore dell'OLP di Yasser Arafat nella sua lotta contro Israele, inoltre, si fa spesso propugnatore di un'unione politica tra i tanti Stati islamici dell'Africa, caldeggiando in particolare, nei primi anni settanta, un'unione politica con la Tunisia; la risposta interlocutoria (ma sostanzialmente negativa) dell'allora presidente tunisino Habib Bourguiba fa però tramontare questa ipotesi. Sempre nel medesimo periodo, e per molti anni successivi, Gheddafi è uno dei pochissimi leader internazionali che continuano a sostenere i dittatori Idi Amin Dada e Bokassa (quest'ultimo però soltanto nel periodo in cui si dichiarò musulmano), mentre non verrà mai dimostrato un suo coinvolgimento nella misteriosa scomparsa in Libia, nel 1978, dell'Imam sciita Musa al-Sadr (di cui non apprezza i tentativi di pacificazione del Libano) e neppure il suo fattivo sostegno al combattente palestinese Abū Niḍāl e alla sua organizzazione para-militare, organizzatori, tra l'altro, della strage di Fiumicino nel 1985. In quest'ultimo caso la Libia smentisce ogni suo coinvolgimento ma non manca di rendere ufficialmente onore ai terroristi autori di tale attentato.
Dal 16 gennaio 1970 al 16 luglio 1972 Gheddafi è anche primo ministro libico ad interim, prima di lasciare il posto a ʿAbd al-Salām Jallūd. Nel 1977, grazie ai maggiori introiti derivanti dal petrolio, il regime decide di effettuare alcune opere a favore della propria nazione, come la costruzione di strade, ospedali, acquedotti e industrie. Proprio sull'onda della popolarità di tale politica, nel 1979, Gheddafi rinuncia a ogni carica ufficiale, pur rimanendo di fatto l'unico vero leader del paese, serbandosi solo l'appellativo onorifico di "Guida della Rivoluzione".
Negli anni ottanta avviene un'ulteriore radicalizzazione nelle scelte di politica internazionale. La sua ideologia anti-israeliana e anti-statunitense lo porta a sostenere gruppi terroristi, tra cui l'IRA irlandese e il Settembre Nero palestinese. Viene anche accusato dall'Intelligence statunitense di essere l'organizzatore degli attentati in Sicilia, Scozia e Francia, anche se per questi atti si è sempre proclamato estraneo.
All'inizio del 1986 la Marina Militare degli Stati Uniti sta effettuando alcune operazioni di addestramento al largo della costa libica (operazione Attain Document), all'interno del golfo della Sirte in quelle che secondo il diritto internazionale sono acque internazionali. Gheddafi intima agli americani di allontanarsi da quelle che unilateralmente considera "acque libiche" e, dopo aver incassato un rifiuto, decide di passare all'azione: i libici lanciano sei missili contro alcuni aerei statunitensi, e la marina statunitense reagisce affondando due navi pattuglia libiche e distruggendo una postazione missilistica. Sempre nel 1986, la notte del 4 aprile, l'esplosione di un ordigno in una discoteca di Berlino Ovest usualmente frequentata da militari statunitensi provoca la morte di 3 persone (tra cui 2 militari americani) e il ferimento (in molti casi molto grave) di altre 229. Le attività di intelligence statunitensi, anche a seguito dell'intercettazione di un telex inviato dalla sede dell'ambasciata libica in Germania Est, attribuiscono l'attentato alle forze terroristiche legate a Gheddafi.
Il suo governo è ormai divenuto il nemico numero uno degli Stati Uniti d'America ed è progressivamente emarginato dalla NATO. Questa tensione prelude, il 15 aprile 1986, al blitz militare sulla Libia per volere del presidente statunitense Ronald Reagan: un massiccio bombardamento (operazione El Dorado Canyon) raggiunge anche il suo compound di Bāb al-ʿAzīziyya, che è raso al suolo. Gheddafi ne esce incolume ma dichiara che la propria figlia adottiva Hanna è rimasta uccisa; tale versione si dimostrerà tuttavia falsa poiché la ragazza comparirà un paio d'anni più tardi - viva - in un video insieme allo stesso Colonnello, il quale si scoprirà essere stato preventivamente avvertito delle intenzioni statunitensi da Bettino Craxi, allora presidente del Consiglio italiano. In risposta, il 16 aprile Gheddafi autorizzò il lancio di due missili terra-terra SS-1 Scud contro il territorio italiano di Lampedusa; i missili fortunatamente non provocano danni, cadendo in acqua a 2 km dalle coste siciliane.
Quando Gheddafi scopre che il Regno Unito ha fornito le basi agli aerei americani per il blitz, decide di aumentare gli aiuti all'IRA. Il 21 dicembre 1988 esplode un aereo passeggeri sopra la cittadina scozzese di Lockerbie, dove periscono tutte le 259 persone a bordo e 11 cittadini di Lockerbie: prima dell'11 settembre 2001, questo è l'attacco terroristico più grave mai avvenuto. L'ONU attribuisce alla Libia la responsabilità dell'attentato aereo, chiedendo al governo di Tripoli l'arresto di due suoi cittadini accusati di esservi direttamente coinvolti. Al netto e insindacabile rifiuto di Gheddafi, le Nazioni Unite approvano la risoluzione 748, che sancisce un pesante embargo economico contro la Libia, la cui economia si trova già in fase calante. Solo nel 1999, con la decisione da parte libica di cambiare atteggiamento nei confronti della comunità internazionale, Tripoli accetta di consegnare i sospettati di Lockerbie: 'Abd al-Baset 'Ali Mohamed al-Megrahi viene condannato all'ergastolo nel gennaio 2001 da una corte scozzese, mentre al-Amin Khalifa Fhimah viene assolto.
Nel febbraio 2011, intervistato dal quotidiano svedese Expressen, l'ex ministro della giustizia Muṣṭafā ʿAbd al-Jalīl ha ammesso le responsabilità dirette del colonnello Gheddafi nell'ordinare l'attentato del 1988 al Volo Pan Am 103.

#### Il presunto coinvolgimento nella strage di Ustica
Il 27 giugno 1980 un aereo di linea Douglas DC-9, codice I-TIGI, appartenente alla compagnia aerea italiana Itavia, in volo da Bologna a Palermo si squarciò all'improvviso e scomparve in mare nei pressi dell'isola di Ustica; persero la vita 81 persone e non ci furono superstiti. Inizialmente le cause maggiormente accreditate furono un cedimento strutturale o un attentato tramite una bomba a bordo. A distanza di molti anni, in cui si sono susseguiti innumerevoli depistaggi, falsi indizi e morti sospette, è stata accreditata come causa più plausibile dell'abbattimento la collisione in volo o il lancio di un missile contro il DC-9, trovatosi in mezzo a una battaglia aerea tra caccia di diversa nazionalità; questi ultimi sono indicati come velivoli libici da un lato, e francesi o statunitensi dall'altro.
Secondo una teoria, all'origine dell'intervento francese vi sarebbe stata la convinzione da parte di Alexandre de Marenches, capo dello SDECE (l'allora servizio di spionaggio estero francese), che sul velivolo libico in volo nelle vicinanze del DC-9 si trovasse il colonnello Gheddafi, personaggio particolarmente inviso al presidente francese Valéry Giscard d'Estaing: quest'ultimo appoggiava il governo centrale del Ciad del presidente Hissène Habré, impegnato all'epoca in una dura guerra con la Libia di Gheddafi per il controllo del territorio della Striscia di Aozou nel nord del Ciad, ritenuto ricco di giacimenti di uranio. Inoltre, d'Estaing era stato coinvolto nel cosiddetto "scandalo dei diamanti" di Bokassa, originato da una indiscrezione rilasciata ai giornali dietro cui si scoprì la mano di Gheddafi..
In una dichiarazione pubblicata rilasciata nel febbraio 2007, Francesco Cossiga, presidente del Consiglio all'epoca della strage, sostenne che ad abbattere il DC-9 sarebbe stato un missile «a risonanza e non a impatto» lanciato da un velivolo dell'Aéronavale decollato dalla portaerei Clemenceau. Sempre secondo quanto dichiarato da Cossiga, furono i servizi segreti italiani ad informare lui e l'allora ministro dell'Interno Giuliano Amato dell'accaduto: «i francesi sapevano che sarebbe passato l'aereo di Gheddafi, che si salvò perché il Sismi lo informò quando lui era appena decollato e decise di tornare indietro». Sarebbe stato invece il SIOS, il servizio segreto dell'Aeronautica italiana comandato all'epoca dal generale Zeno Tascio, a dare in tempo reale ad Alexandre de Marenches il piano di volo dell'aereo di Gheddafi consentendo ai francesi di tendergli un'imboscata.

#### Lotta all'Apartheid; rapporto con Nelson Mandela
Gheddafi contribuì fortemente alla sconfitta dell'Apartheid in Sudafrica, dando sostegno sia economico che militare all'Anc di Nelson Mandela. Dopo la sua scarcerazione, Mandela si apprestò a visitare la Libia (sotto embargo ONU) come ringraziamento nei confronti di Gheddafi considerandolo come un fratello. Inoltre Mandela a causa delle reazioni internazionali (USA) negative nei confronti della visita a Gheddafi dichiarò: “Coloro che ieri erano gli amici dei nostri nemici, ora hanno la sfacciataggine di propormi di non visitare il mio fratello Gheddafi, ci consigliano di mostrarci ingrati e di dimenticare i nostri amici di ieri.” Inoltre sempre lo stesso Mandela dichiarò: "Ho tre amici nel mondo, e sono Yasser Arafat, Mu'ammar Gheddafi e Fidel Castro".

### Dal 1990 al 2010: il secondo ventennio di potere
A partire dai primi anni novanta, Gheddafi decide un ulteriore cambiamento del ruolo del suo regime all'interno dello scacchiere internazionale; condanna l'invasione dell'Iraq ai danni del Kuwait nel 1990 e successivamente sostiene le trattative di pace tra Etiopia ed Eritrea. Quando anche Nelson Mandela fa appello alla "Comunità Internazionale", a fronte della disponibilità libica di lasciar sottoporre a giudizio gli imputati libici della strage di Lockerbie e al conseguente pagamento dei danni provocati alle vittime, l'ONU decide di ritirare l'embargo alla Libia (primavera del 1999). Nei primi anni duemila, proprio questi ultimi sviluppi della politica libica, portano Gheddafi a un riavvicinamento agli USA e alle democrazie europee, con un conseguente allontanamento dall'integralismo islamico.
Secondo alcune fonti, nel 1998 il governo libico scoprì l'esistenza di un complotto per uccidere Gheddafi architettato da al-Muqatila, un gruppo di libici veterani della jihad afgana antisovietica sponsorizzati da Osama bin Laden; in conseguenza di ciò il governo libico chiese con successo il primo mandato d'arresto internazionale nei confronti di Bin Laden tramite l'Interpol. Altre fonti tuttavia non fanno alcun riferimento a un complotto per uccidere Gheddafi come motivo del mandato d'arresto, ma piuttosto all'uccisione di due cittadini tedeschi in Libia.
A seguito degli attacchi terroristici agli U.S.A. dell'11 settembre 2001, Gheddafi condanna pubblicamente gli attentati e il suo principale artefice - Osama bin Laden - sulla cui cattura mette addirittura una taglia. Il leader libico diviene sempre più ostile al fondamentalismo islamico, che ormai considera una potenziale minaccia anche al suo potere. In conseguenza di ciò, abiura il suo passato di fiancheggiatore e inizia a fornire informazioni di intelligence alla CIA e al governo statunitense riguardo ad al-Qāʿida e ad altri gruppi terroristici.
Grazie a questi passi il presidente statunitense George W. Bush decide di togliere la Libia dalla lista degli Stati canaglia (di cui fanno parte Iran, Siria e Corea del Nord) portando al ristabilimento di pieni rapporti diplomatici tra Libia e Stati Uniti. Gli anni 2000 vedono Gheddafi protagonista del riavvicinamento tra Italia e Libia, sancito da diverse visite ufficiali del capo libico in Italia e della controparte italiana in Libia. Nel 2004, il Mossad, la CIA e il Sismi individuano una nave che trasporta la prova che il regime libico sia in possesso di un arsenale di armi di distruzione di massa. Invece di rendere pubblica la scoperta e sollevare uno scandalo, Stati Uniti e Italia pongono a Gheddafi un ultimatum che viene accettato.

#### Dichiarazione di Sirte del 9 settembre 1999
Gheddafi fu un forte sostenitore e principale artefice della fondazione dell'Unione africana così come si evince dalla dichiarazione firmata a Sirte (sua città natale). Ha speso molte risorse per la concretizzazione di uno stato panafricano che permettesse l'emancipazione e l'autodeterminazione africana nei confronti del colonialismo e neocolonialismo dei paesi occidentali; ha svolto numerose attività per l'Africa come ad esempio il primo satellite africano per le telecomunicazioni, eliminando così il giogo delle potenze occidentali; fino alla sua uccisione è stato promotore di una moneta unica panafricana denominata "Dinar", che aveva proposto di coniare direttamente con le riserve auree della Libia, alternativa al dollaro nelle contrattazioni commerciali, a programmare una Banca Africana e a promuovere una Unione Economica dei paesi poveri per rendere l'Africa un continente più forte ed emancipato dal sistema monetario vigente. Dal 2 febbraio 2009 al 31 gennaio 2010 è stato Presidente dell'Unione africana, partecipando al G8 dell'Aquila come rappresentante della stessa.
Nonostante ciò, nello stesso periodo attira su di sé le critiche di molte organizzazioni umanitarie a causa dei maltrattamenti commessi contro i migranti africani respinti dall'Italia verso le coste libiche.

#### Discorso all'ONU del 2009

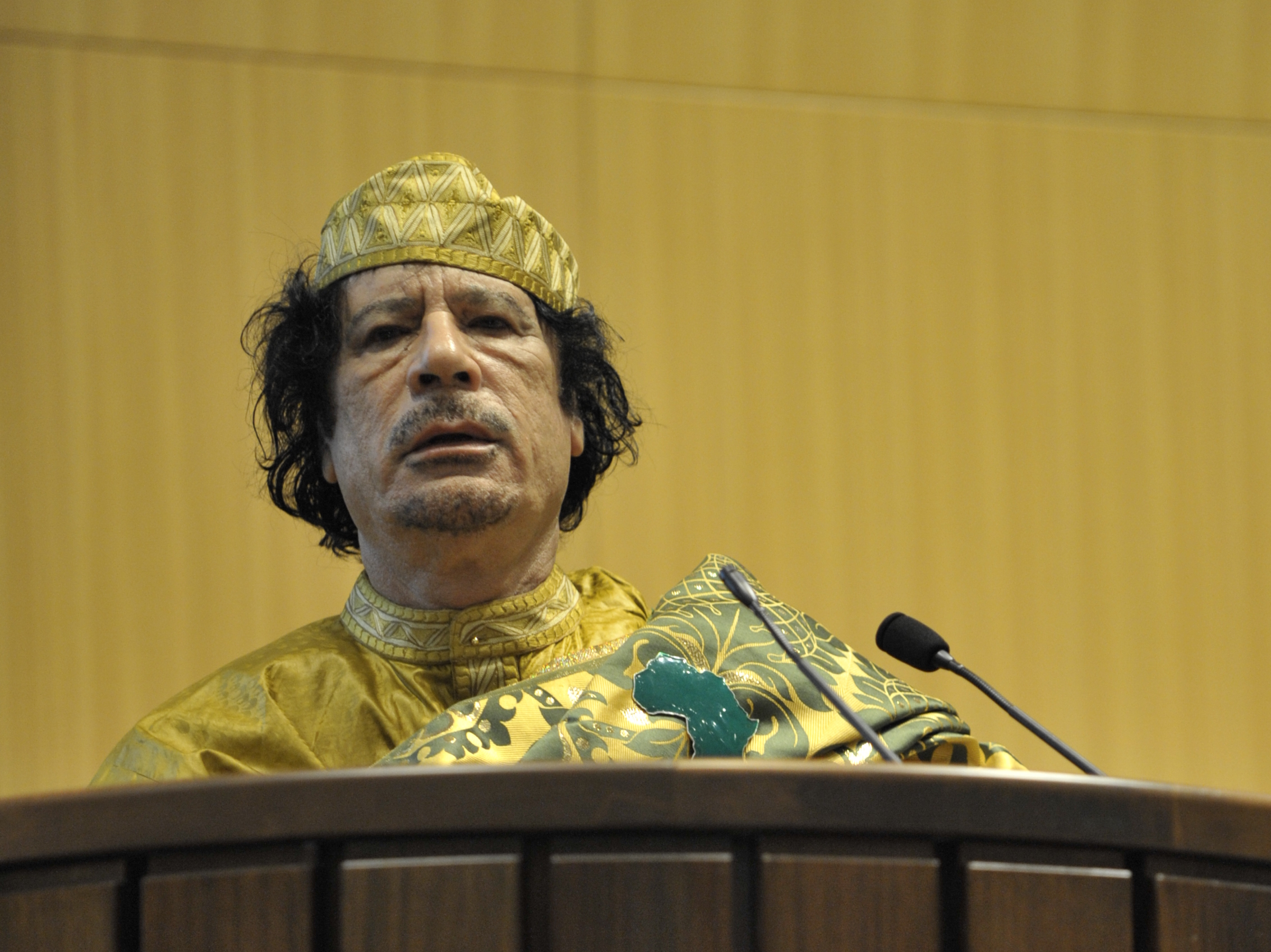
Gheddafi nel 2009 in qualità di presidente dell'Unione Africana

Nel 2009 nel suo discorso all'ONU come Presidente dell'Unione Africana ha messo in discussione il ruolo del consiglio di sicurezza delle Nazioni Unite, dichiarando che dopo la seconda guerra mondiale e nonostante l'istituzione del consiglio di sicurezza, ci siano state 65 guerre e che i 5 membri permanenti del consiglio di sicurezza ONU non rappresentino tutti i paesi e hanno il "potere" di decidere le sorti di una nazione sovrana a seconda dei loro interessi, e chi ha avuto un ruolo nelle guerre dopo la seconda guerra mondiale debba risarcire ed essere processato dal Tribunale internazionale; ha poi aggiunto che il diritto di veto è ingiusto perché non garantisce la parità tra ogni singolo Stato sovrano, si è persa fiducia nei confronti del consiglio di sicurezza ONU perché ogni paese e comunità ha istituito il proprio consiglio di sicurezza e che quindi il Consiglio di Sicurezza si è sempre più isolato; ha criticato l'Agenzia Internazionale per l’Energia Atomica dichiarando che non è giusto che i Paesi più potenti non siano sotto la sua giurisdizione e che viene usata solo contro i paesi più deboli, e che se fosse veramente un'organizzazione internazionale tutti i paesi dovrebbero essere membri dell'IAEA.
Ha rivendicato un seggio permanente per l'Africa; ha preteso un risarcimento di 777 miliardi di dollari dai paesi colonizzatori, citando inoltre l'accordo italo-libico in cui l'Italia si impegna a versare 250 milioni di dollari all'anno di risarcimento per i prossimi vent'anni e ha reclamato la costruzione di un ospedale per i libici mutilati in seguito alle mine collocate in territorio libico durante la Seconda Guerra Mondiale. Inoltre ha sottolineato l'importanza delle mine anti-uomo e messo in discussione la convenzione di Ottawa. Le mine sono armi difensive, se vengono piazzate lungo il confine di un Paese e qualcuno vuole invaderlo, perché si sta invadendo uno Stato sovrano e sarebbe più logico eliminare le armi di distruzione di massa che armi difensive come le mine. La Convenzione dovrebbe essere riconsiderata, l'arma difensiva non viene piazzata in un altro Paese ed è il nemico che invade.
Ha elogiato il presidente Obama e definito un evento storico la sua vittoria come presidente degli Stati Uniti d'America, dove un tempo i neri non potevano stare assieme ai bianchi in caffè o ristoranti o sedersi vicino a loro in autobus.
Nel suo Libro verde, sostiene che i medicinali non dovrebbero essere venduti né soggetti alla commercializzazione. I medicinali devono essere gratuiti e i vaccini dati gratuitamente ai bambini, ma le aziende capitalistiche producono i virus e le vaccinazioni e vogliono realizzare un profitto.
Ha messo in discussione la sede dell'Assemblea Generale delle Nazioni Unite, dichiarando che sia meglio scegliere un luogo che sia più centrale rispetto a tutti i Paesi del mondo, in modo da evitare lunghi viaggi per i componenti dell'Assemblea e evitare che sia preso di mira per attacchi terroristici. Ha criticato il ruolo delle Nazioni Unite avuto durante gli omicidi politici o le condanne a morte di altri capi di Stato presso i tribunali, ha messo a confronto la guerra del Kuwait con l'invasione dell'Iraq dichiarando che nel primo caso l'ONU è intervenuta mentre nel secondo caso l'ONU non ha rispettato la propria carta dei diritti.

#### Grande fiume artificiale
Il Grande fiume artificiale (o GMR, acronimo della traduzione inglese Great Man-made River, in arabo النهر الصناعي العظيم‎?, al-Nahr al-Ṣināʿī al-ʿAẓīm) è un acquedotto libico che preleva acqua dolce dal Sahara libico per condurlo ai paesi della costa dello Stato africano. Tale opera è stata voluta da Mu'ammar Gheddafi per portare acqua potabile e distribuirla alle città costiere del proprio Paese. Per fare ciò ha sfruttato l'enorme quantità di acqua fossile, presente a grande profondità nel Sahara libico, trasportandola per centinaia di chilometri verso le città costiere di Tripoli, Bengasi, Sirte, Tobruk, dove risiede il 70% della popolazione. Tale idea nacque negli anni ottanta e il progetto fu redatto dalla società americana Brown and Rooth. La realizzazione dell'opera venne affidata all'impresa sudcoreana Dong Ha.

### Guerra civile del 2011, la cattura e la morte
Nel febbraio del 2011 anche la Libia, sull'onda della primavera araba, vide moti di insurrezione popolare, che ben presto sfociarono in una guerra civile. La NATO in seguito intervenne fiancheggiando le forze ribelli, che avrebbero rovesciato il regime di Gheddafi.
Gli scontri, sin dalle prime sollevazioni, si rivelarono molto cruenti. Le forze del regime misero in atto una dura repressione armata che causò la morte di numerosi civili, sui quali veniva aperto il fuoco, con attacchi sommari e violenti sia nelle case che in luoghi e uffici pubblici. Per tali ragioni il 16 maggio del 2011, sulla base delle numerose prove raccolte, il procuratore del Tribunale penale internazionale, Luis Moreno Ocampo, chiese alla corte penale l'incriminazione di Gheddafi per crimini contro l'umanità, insieme al figlio Sayf al-Islam Gheddafi e al capo dei servizi segreti libici Abd Allah al-Sanussi.
Nel corso del mese di agosto le forze ribelli erano in procinto di conquistare Tripoli e Gheddafi veniva localizzato presso la sua città natale, Sirte.
Il 20 ottobre 2011, risultando vana ogni ulteriore resistenza nella difesa di Sirte, nella quale si era asserragliato contestualmente alla caduta di Tripoli, Muʾammar Gheddafi tentò di guadagnare il deserto per continuare la lotta, ma il convoglio in cui viaggiava fu individuato dai droni inviati dal Presidente degli Stati Uniti Obama e attaccato da parte di aerei militari francesi.
Raggiunto da elementi del CNT, Gheddafi fu ferito alle gambe e catturato vivo. Dopo essere stato ripetutamente picchiato, violentato e brutalizzato, fu ucciso con un colpo di pistola alla testa; i suoi ultimi momenti di vita furono registrati dai presenti all'avvenimento in numerosi video. Successivamente il suo cadavere fu trasportato a Misurata, esposto al pubblico e, quindi, sepolto in una località segreta nel deserto libico.
La sua eredità politica e la guida della Giamahiria furono raccolte dall'altro figlio Sayf al-Islām Gheddafi, il quale, il 23 ottobre 2011, per mezzo della Tv siriana al-Rāʾī (L'opinione), dichiarò in un breve messaggio audio di voler vendicare la morte del padre e di continuare la resistenza contro il CNT, le forze della NATO e l'esercito francese sino alla fine: "Io vi dico, andate all'inferno, voi e la NATO dietro di voi. Questo è il nostro Paese, noi ci viviamo, ci moriamo e stiamo continuando a combattere". Il CNT decise poi di aprire un'inchiesta sulla morte di Muʾammar Gheddafi. In cerca di vendetta per l'uccisione, i simpatizzanti di Gheddafi rapirono, torturarono per 50 giorni e infine assassinarono uno dei loro ostaggi, il ventiduenne ʿOmrān Shaʿbān, nei pressi di Bani Walid nel settembre 2012.

## Sequestri patrimoniali dopo l'assassinio
Nel marzo 2012 la Guardia di Finanza ha sequestrato beni in Italia della famiglia Gheddafi per oltre un miliardo di euro. Tra questi l'1,256% di UniCredit (pari ad un valore di 611 milioni di euro), il 2% di Finmeccanica, l'1,5% della Juventus, lo 0,58% di Eni, pari a 410 milioni, lo 0,33% di alcune società del gruppo Fiat, come Fiat SpA e Fiat Industrial.
Oltre alle quote azionarie, le Fiamme Gialle hanno apposto i sigilli anche a 150 ettari di terreno nell'isola di Pantelleria, due moto (una Harley Davidson e una Yamaha) e un appartamento in via Sardegna, a Roma. Diversi anche i conti correnti posti sotto sequestro: il deposito più consistente, 650 000 euro in titoli, è quello presso la filiale di Roma della Ubae Bank, una joint venture italo-libica. Oltre a ciò, in numerosi altri Paesi sono stati sequestrati beni di vario tipo e conti bancari, per un totale di duecento miliardi di dollari.

## I figli
Gheddafi ha avuto otto figli:
- Muḥammad (1971)
- Sayf al-Islām (1972)
- al-Saʿādī (1973)
- Muʿtașim (1974-2011)
- Hānnībāl (1975)
- ʿĀʾisha (1976) unica figlia femmina
- Sayf al-ʿArab (1982-2011)
- Khamīs (1983-2011)

Il figlio maggiore è Muḥammad al-Qadhdhāfī, l'unico nato dalla sua prima moglie Fātiḥa; ricopriva la carica di presidente del Comitato Olimpico Nazionale ed era presidente di Libyana, una dei due operatori di telefonia mobile posseduta dalla General Post and Telecommunication Company. Dopo essere fuggito in Algeria, al 2015 risulta essere rifugiato in Oman insieme alla matrigna Safia Farkash e ai fratellastri Hānnībāl, ʿĀʾisha e Hanna.
Il secondogenito è Sayf al-Islām al-Qadhdhāfī, nato nel 1972 dalla seconda moglie e ritenuto colui che sarebbe dovuto diventare il delfino del colonnello. Laureato in Architettura, collaboratore politico del padre dopo esserne stato designato erede alla presidenza nel 1995, nel 2006, avendo criticato il regime del padre, con la richiesta di attuare riforme in senso democratico, cade momentaneamente in disgrazia e va a vivere all'estero, a Londra, dove consegue un master presso la London School of Economics (LSE) con una tesi, che poi si scopre essere stata copiata (gettando forti ombre anche sul modo di conseguimento della sua precedente laurea), inerente alla natura anti-democratica della governance globale. Ritorna in Libia insediandosi inizialmente alla presidenza della Fondazione caritatevole di famiglia ma, nonostante nel 2008 dichiari di non volere avvicendare il padre nella guida del paese, ritorna a ricoprire via via incarichi sempre più importanti all'interno del regime fino al 2011, quando gli viene dato il compito di portavoce del regime e di lavorare alla realizzazione di una nuova costituzione. Dal 19 novembre dello stesso anno risulta detenuto nel carcere di Zintan. Il 28 luglio 2015 viene condannato alla pena di morte con l'accusa di genocidio. In seguito viene scarcerato. Il 14 Novembre 2021 annuncia di voler competere alle Elezioni presidenziali in Libia del 2021.
Il terzogenito è il figlio maschio al-Saʿādī al-Qadhdhāfī, sposato con la figlia di un generale dell'esercito libico e ha come principale interesse il calcio (ha giocato con scadenti risultati in Serie A con il Perugia, esordendo in un incontro contro la Juventus, e ha militato, sempre in Italia, anche nell'Udinese e nella Sampdoria). Fuggito in Niger, il 6 ottobre 2014 viene estradato in Libia e è viene detenuto nel carcere di Tripoli accusato di aver ucciso nel 2006 il calciatore Bashir al-Riani. Viene scarcerato nel settembre 2021.
Il quartogenito è Hānnībāl al-Qadhdhāfī, incaricato alla gestione dell'export del petrolio libico, si rende protagonista di alcuni incidenti in Italia (dove ha aggredito nel 2001 tre agenti di polizia), Francia (dove ha aggredito una ragazza a Parigi) e Svizzera. In quest'ultimo paese viene anche arrestato per aver aggredito due camerieri alle sue dipendenze a Ginevra, causando una crisi diplomatica fra Libia e Svizzera.
Dopo essere fuggito in Algeria, ad ottobre 2012 si rifugia in Oman, insieme alla madre, al fratellastro Muḥammad e alla sorella ʿĀʾisha. In seguito, il 14 dicembre 2015 viene arrestato in Libano con l'accusa di nascondere informazioni sulla scomparsa di Musa al-Sadr, e al 2021 risulta ancora detenuto in Libano.
Il quintogenito è al-Muʿtaṣim bi-llāh al-Qadhdhāfī (chiamato Mutassim o Motassim Gheddafi), ritenuto dall'intelligence statunitense confidente del padre e unica seria alternativa a Sayf al-Islām al-Qadhdhāfī per la successione. Alcune voci però lo descrivono coinvolto in un tentativo di colpo di Stato contro il padre e in una successiva sua fuga in Egitto. Dopo qualche anno di esilio gli viene però concesso di rientrare in Libia, dove diventa consigliere per la sicurezza nazionale e comandante di un'unità speciale dell'Esercito. Viene catturato e ucciso a Sirte insieme al padre il 20 ottobre 2011.
Il sesto figlio è Sayf al-ʿArab al-Qadhdhāfī, studia a Monaco di Baviera presso la Technische Universität (dove nel 2008 si narra che la polizia tedesca gli sequestra l'automobile a seguito di gravi infrazioni). Nel 2011, viene nominato a capo di alcune milizie dell'esercito libico durante le ribellioni e il 2 ottobre dello stesso anno perde la vita nel corso di un raid della NATO.
Il settimo figlio è Khamīs al-Qadhdhāfī, molto fedele al padre, anche lui ufficiale dell'esercito libico. Si narra che a tre anni, nel 1986, durante il blitz americano su Tripoli a cui Gheddafi riesce a scampare, viene ferito. Si laurea prima presso l'accademia militare di Tripoli, ottenendo un diploma in arte e scienza militare, in seguito all'Accademia Militare di Mosca e all'Accademia di Stato Maggiore dell'Accademia delle Forze Armate della Federazione Russa. Dall'aprile 2010 si iscrive ad un master in economia presso la IE Business School di Madrid, venendone però successivamente espulso nel marzo 2011 a causa dei "suoi collegamenti agli attacchi contro la popolazione libica". La guerra civile libica infatti, durante la quale viene soprannominato "Muʿammar il giovane" dai propri miliziani e "macellaio" dai rivoltosi di Bengasi, lo vede al comando delle brigate che sparano per reprimere le prime rivolte scoppiate il 17 febbraio in Cirenaica. Viene più volte dato per morto, ma al 12 aprile 2013, data in cui ha guidato un commando all'atto di un commissariato, risulta essere ancora latitante.
Unica figlia, prediletta dal padre, è ʿĀʾisha al-Qadhdhāfī, un'avvocatessa che ha difeso, tra gli altri, Ṣaddām Ḥusayn e il giornalista iracheno Muntazar al-Zaydi. Dopo essere fuggita in Algeria, al 2015 risulta essere rifugiata in Oman insieme alla madre, al fratello Hānnībāl e al fratellastro Muḥammad.
Gheddafi ha adottato anche due bambini, Hanna e Milad. Hanna, data per uccisa durante il bombardamento statunitense del 1986, compare insieme a lui in un filmato, probabilmente del 1988, e sarebbe ancora viva, come testimoniato da alcune foto rinvenute nella residenza-bunker di Gheddafi, e da non meglio precisate testimonianze.
Hanna risulterebbe essere fuggita anch'essa in Algeria il 30 agosto 2011, attraversando il confine a Gadames con alcune Mercedes Benz blindate, e da lì in Oman, insieme alla madre Safia Farkash (la cui ricchezza personale era stimata a 30 miliardi di dollari nel marzo 2011) e ai fratellastri Muḥammad al-Qadhdhāfī, Hānnībāl e ʿĀʾisha. Invece di Milad non si hanno più notizie.

## Nella cultura di massa[51]
Nel corso della sua carriera politica Gheddafi si è auto attribuito numerosi appellativi allo scopo di magnificare la sua statura come figura simbolo dell'Islam e delle popolazioni musulmane e africane. Tra questi:
- Imam di tutti i musulmani
- Decano dei governanti arabi
- Re dei Re dell'Africa

Gheddafi soleva apparire in pubblico abbigliato in maniera molto eccentrica, vistosa e sgargiante. Alternava pompose uniformi militari a camicie variopinte, non disdegnando elaborati abiti tradizionali beduini. La sua tendenza all'istrionismo era molto marcata. Capitava spesso che si cambiasse diverse volte al giorno e ha dichiarato di essere colui che dettava la moda nel suo Paese.
La cura maniacale della sua immagine lo ha spinto a ricorrere svariate volte alla chirurgia estetica. La sua effigie era raffigurata su grandi cartelloni in tutte le città della Libia, era l'immagine stessa della Libia.
Una sua caricatura, sotto forma di pupazzo, compare brevemente nella clip del brano del 1986 Land of Confusion della band rock inglese dei Genesis.

## Rapporto con le donne e con il sesso
Gheddafi formò una guardia personale composta esclusivamente da donne, che lo accompagnava dappertutto nel corso dei suoi numerosi viaggi internazionali. Pubblicamente si è proclamato uno strenuo difensore dei diritti delle donne e ha asserito con convinzione di voler elevare la condizione della donna araba. Il suo corpo di Guardia Amazzone, formate nell'Accademia militare femminile da lui voluta, era la testimonianza vivente della sua volontà e del suo impegno.
La realtà, tuttavia, secondo alcune testimonianze fornite da ex membri della milizia femminile e da ex esponenti di spicco del regime, sarebbe stata molto differente. Tali testimonianze avrebbero portato alla luce il fatto che quel corpo speciale fosse soprattutto un harem ad uso personale del Colonnello, del quale avrebbero fatto parte anche alcune giovani donne rapite e strappate per anni alle proprie famiglie. Le ragazze avrebbero subito soventi pestaggi e stupri, e sarebbero state obbligate a partecipare a sessioni di sesso estremo e di gruppo. Sarebbero state spinte e costrette a fumare, a bere alcolici e a sniffare cocaina, e sarebbero state tenute prigioniere in una sorta di bunker a Bab-el-Aziza in attesa di essere chiamate a soddisfare gli appetiti sessuali del loro leader. Talvolta, Gheddafi avrebbe usato le sue soldatesse, anche minorenni, per sedurre e poi ricattare potenti diplomatici esteri allo scopo di poterli manovrare. Qualunque congiunto delle giovani vittime avesse osato ribellarsi al destino delle proprie familiari sarebbe stato eliminato, anche in modo brutale.
Sempre secondo tali testimonianze Gheddafi, nelle visite ufficiali alle scuole del suo Paese, avrebbe scelto con cura molte giovani vittime (spesso tra i 13 e i 14 anni, sia femmine che maschi), carezzandone il capo come segnale per gli incaricati che avrebbero dovuto, in un secondo momento, prelevarle. In alcuni casi le giovani vittime sarebbero state restituite alla famiglia dopo lo stupro; in altri sarebbero state rapite e aggregate alla Guardia Amazzone, benché senza aver mai ricevuto un addestramento militare.
Infine, sempre secondo queste testimonianze, tra le prede sessuali di Gheddafi vi sarebbero state, oltre alle giovani studentesse, anche modelle, hostess, infermiere, impiegate e donne sposate. In più circostanze, allo scopo di umiliarne i mariti per fini politici, avrebbe consumato rapporti sessuali (sia consenzienti che non consenzienti) con mogli o figlie di alti dignitari e potenti libici, nonché di Capi di Stato africani.

## La situazione della Libia dopo la caduta del regime
Dopo l'uccisione di Gheddafi e la conseguente caduta del suo quarantennale regime, la Libia è sprofondata in una nuova e cruenta fase di guerra civile. L'uscita di scena del Colonnello, che per lunghissimo tempo era stato in grado di fungere da collante tra tutte le confessioni tribali libiche, ha drammaticamente condotto il Paese in una spirale senza fine di scontri tra tribù e fazioni rivali, che stanno dilaniando la Libia soprattutto in ragione del controllo dei numerosi giacimenti petroliferi e delle più importanti vie commerciali. Nondimeno, l'escalation delle forze islamiste, in parte (ma non solo) legate allo Stato Islamico dell'autoproclamato "califfo" Abū Bakr al-Baghdādī, che hanno approfittato della guerra civile per appropriarsi di numerosi arsenali militari presenti sul suolo libico e per occupare città e regioni su cui estendere il proprio dominio, ha portato con sé, con il ripristino della Shari'a, la persecuzione di cristiani e minoranze religiose.
Dal canto loro, le potenze occidentali che hanno rivestito un ruolo fondamentale nel determinare la caduta del regime (Stati Uniti e Francia in primis) si sono rivelate incapaci tanto di prevedere le potenziali conseguenze disastrose del loro intervento armato, quanto di garantire che le lotte intestine tra opposte fazioni e l'escalation dei gruppi jihadisti potessero cessare.
La realtà del Paese, a pochi anni di distanza dalla caduta del regime di Gheddafi, vede la contemporanea e parallela presenza di due governi (uno con sede a Tripoli, riconosciuto dalla comunità internazionale) e l'altro con sede a Benghasi)), di oltre 200 milizie armate e di gruppi jihadisti tra cui lo Stato Islamico. Il parlamento si è dovuto inizialmente trasferire, nell'agosto del 2014, per ragioni di sicurezza in Cirenaica.
Il governo di Tripoli (GNA, riconosciuto dalla comunità internazionale) è sostenuto da parte dell'esercito regolare e da varie milizie prevelentemente di origine tripolitana e misuratina, oltre a godere dell'appoggio economico e militare di Turchia e Qatar. Il governo parallelo, con sede a Benghasi, è soggetto alla forte influenza del Generale Khalifa Haftar e del suo LNA (formazione militare che avrebbe dovuto costituire il nucleo del nuovo esercito libico, prima della sua rivolta contro il governo internazionalmente riconosciuto del GNA) e gode dell' aperto appoggio economico e militare di Egitto, UAE e Arabia Saudita, oltre che da un appoggio ambiguo di Russia e Francia (che ufficialmente sostengono il GNA) .
La situazione drammatica in cui versa la Libia, tra lacerazioni interne, instabilità, guerre, guerriglie, gruppi jihadisti, milizie armate, Stato Islamico, povertà, persecuzioni, porta con sé anche un ulteriore risvolto con cui gli Stati europei, con l'Italia in prima fila, stanno facendo i conti. In assenza di un solido governo centrale che assicuri il controllo del territorio, i flussi migratori che attraversano il paese sono degenerati in un vero e proprio traffico di esseri umani e in un'escalation di approdi clandestini sulle coste europee che si sono rivelati difficili da contenere e regolarizzare. I flussi di migranti sono gestiti da trafficanti con pochi scrupoli, parte di vere e proprie organizzazioni criminali a volte legate allo Stato Islamico o ad altri gruppi islamisti, che considerano il traffico di esseri umani come uno dei business maggiormente remunerativi (ancor più dei rapimenti a scopo estorsivo) per finanziare le loro attività propagandistiche, terroristiche e militari.

## Opere
- Il Libro verde

I, La soluzione del problema della democrazia. Il potere del popolo, Milano, Mursia, 1976.
II, La soluzione del problema economico. Il socialismo, Palermo, Palumbo, 1978.
- Il libro bianco (Risoluzione del problema israelo-palestinese e del medio oriente)
- Fuga all'inferno e altre storie, Roma, manifestolibri, 2006. ISBN 88-7285-416-4